# Máxima Acuña

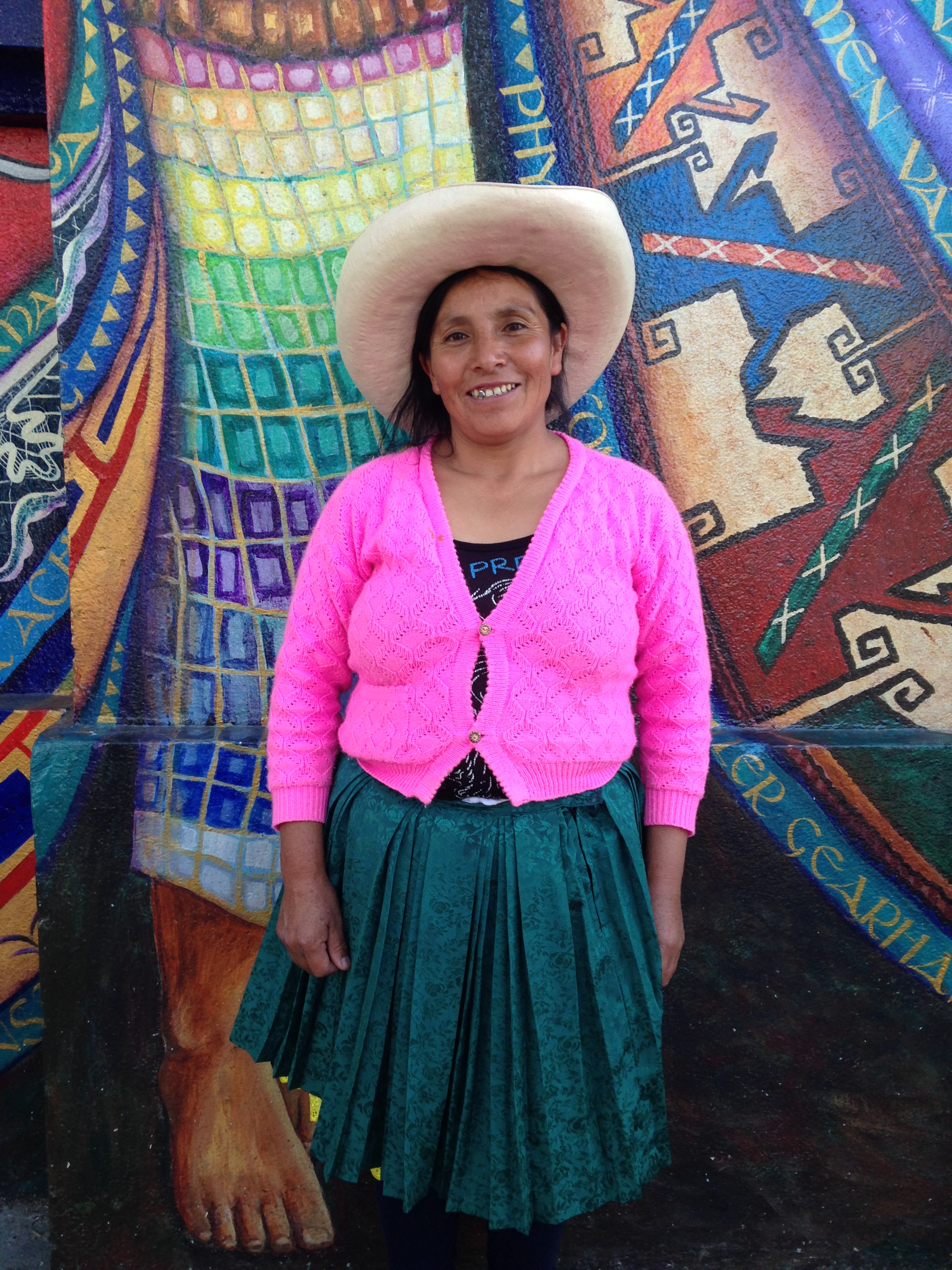
Máxima Acuña

Máxima Acuña is een Peruviaans landbouwer en milieuactiviste, die bekend werd door haar strijd tegen een nieuwe mijn, de Conga Mine; ze voerde actie door op het desbetreffende stuk land te blijven. Dit leidde tot jarenlange gewelddadige intimidatie door Newmont Mining Corporation and Buenaventura. Acuña ontving hiervoor in 2016 de Goldman Enviromental Prize.

## Leven
Máxima Acuña is een Peruaanse wever en zelfvoorzienende landbouwer die in een afgelegen stadje in de noordelijke hooglanden van Peru woont. In 1994 kochten Acuña en haar man 27 hectare grond in Tragadero Grande, drie uur gelegen van de hoofdstad in de provincie Celendín. De grond is gelegen op het pad naar een van de vier meren waartoe de Yanacocha-mijn toegang heeft en die doorloopt naar de open mijn van Conga. De Newmont Mining Corporation beweerde in 2015 dat zij  het stuk land in 1997 hadden gekocht.
In mei 2011 werd het kleine gras- en aardehuis van de Acuña's vernietigd door particuliere bewakers en politieagenten. De politie in Sorochuco weigerde haar aangifte aan te nemen. In augustus 2011 werden Acuña en haar dochter bewusteloos geslagen. Haar echtgenoot was daarvan getuige. De familie meldde het incident met forensische foto's en videobeelden aan de districtsprocureur van Celendín, zonder resultaat.
In 2012 vonden er protesten tegen de mijn van de Conga plaats waarbij vijf demonstranten om het leven zijn gekomen. Op 21 oktober nodigde Acuña de demonstranten uit om op haar land te blijven. Een week later werd Acuña veroordeeld tot het betalen van 200 Peruviaanse sol (ruim 50 euro) aan Yanacocha. Zij moest haar land binnen dertig dagen verlaten en moest voor drie jaar naar de gevangenis op grond van 'illegaal kraken'. Acuña ging tevergeefs tegen deze straf in beroep. In 2012 en 2014 beschuldigden rechtbanken haar opnieuw voor kraken.
Op 5 mei 2014 heeft de Inter-Amerikaanse Commissie voor de Rechten van de Mens (IACHR) van de Organisatie van Amerikaanse Staten de Peruaanse regering gevraagd voorzorgsmaatregelen te nemen voor 46 leiders van campesino (boeren-)gemeenschappen, waaronder de Acuña-familie.
In december 2014 werd het bedrijf Newmont vrijgesproken van gewelddadige intimidatie jegens de Acuña's. In februari 2015 vernietigden veiligheidsdiensten de bouwfundatie op de locatie van het geplande huis van Acuña. De protesten verspreidden zich naar Lima en internationale organisaties. Amnesty International kwam op voor de Acuña's. De Peruaanse staat heeft zelf geen actie ondernomen om de familie te beschermen.
Op 18 september 2016 werden Acuña en haar echtgenoot opnieuw aangevallen bij hun huis, vermoedelijk in opdracht van Newmont.

## Onderscheiding
In april 2016 kreeg Acuña de Goldman Environmental Prize voor haar vredesmissie tegen de Conga Mine.